# دراغان ستويكوفيتش
دراغان ستويكوفتش (بالصربية:  Драган Стојковић ) ، من مواليد 3 مارس 1965 في نيش في يوغسلافيا، لاعب كرة قدم يوغسلافي سابق.
بدأ مسيرته الكروية مع نادي رادنيكي في عام 1981، ولعب معهم حتى عام 1986، وقد شارك في تلك الفترة في 70 مباراة وسجل 8 أهداف، وفي عام 1986 انتقل إلى نادي النجم الأحمر، ولعب معهم حتى عام 1990، وقد شارك في 120 مباراة وسجل 48 هدف، وفي موسم 1990/1991 انتقل إلى نادي مارسيليا الفرنسي، ولعب معهم 11 مباراة، وفي موسم 1991/1992 انتقل إلى نادي فيرونا الإيطالي، ولعب معهم 19 مباراة وسجل هدفين، وفي عام 1992 انتقل إلى نادي مارسيليا، ولعب معهم حتى عام 1994، وقد شارك في تلك الفترة في 18 مباراة وسجل 5 أهداف، وفي عام 1994 انتقل إلى نادي ناغويا غرامبس إيت الياباني، ولعب معهم حتى اعتزاله في عام 2001، وقد شارك معهم في 183 مباراة وسجل 57 هدف.
و قد لعب مع منتخب يوغسلافيا لكرة القدم بين عامي 1983 و2001، وشارك معهم في 84 مباراة وسجل 15 هدف.
وكان قد أُشتهر دراغان بلمساته وتمريراته السحرية بالكعب.
و قد كان يُلقب بـ مارادونا البلقان بعد ابداعه في مونديال إيطاليا عام 1990

## سيرته التدريبية
درب نادي ناغويا غرامبس إيت الياباني من عام 2008 إلى 2013.
أصبح مدرب المنتخب الوطني إعتباراً من ٣ مارس ٢٠٢١م وهو التاريخ الذي يصادف يوم ميلاده.

## وصلات خارجية
- دراغان ستويكوفتش على موقع الاتحاد الدولي (مؤرشف)  (الإنجليزية)
- دراغان ستويكوفتش على موقع الاتحاد الأوربي (الإنجليزية)
- دراغان ستويكوفتش على موقع رابطة كرة القدم اليابانية للمحترفين (اليابانية)
- دراغان ستويكوفتش على موقع قاعدة بيانات كرة القدم.إي يو (الإنجليزية)
- دراغان ستويكوفتش على موقع ليكيب (الفرنسية)
- دراغان ستويكوفتش على موقع ناشيونال فوتبول تيمز (الإنجليزية)
- دراغان ستويكوفتش على موقع Soccerway.com (الإنجليزية)
- دراغان ستويكوفتش على موقع عالم كرة القدم.نت (الإنجليزية)
- دراغان ستويكوفتش على موقع أوليمبيديا (الإنجليزية)
- Dragan Stojković at قنبلة عملاقة